# Стефанус, Конрад
Конрад Стефанус (нем. Konrad Stephanus; 14 декабря 1907, Ортельсбург — 10 мая 1987) — немецкий военный деятель, сотрудник военной разведки; генерал-майор (5 августа 1961 года).

## Биография
Уроженец города Ортельсбурга (Восточная Пруссия). Начал службу в 17-м пехотном полку (Брауншвейг). 5 октября 1937 года вступил в Военную академию, которую окончил в 1939 году, затем продолжил службу в 1-й армии группы армии «Ц» на Западном фронте (командующий — генерал-полковник Эрвин фон Вицлебен). С осени 1941 года — на советско-германском фронте в 50-пехотной дивизии 11-й армии группы армий «Юг». В конце 1941 года руководил борьбой с партизанами в Крыму. В июне-июле 1944 года в резерве ОКХ, затем продолжил службу в военной разведке при ОКХ в отделе «Иностранные армии Востока». С 15 августа 1944 года — офицер «1-ц» при штабе группы армий «Северная Украина» (с 30 го марта 1944 года — группа армий «Юг»). С 25 января 1945 года — начальник отдела «1-ц» при штабе группы армий «Центр».
После окончания Второй мировой войны продолжил службу в бундесвере, служил в военной разведке; генерал-майор (5 августа 1961 года). 30 марта 1965 года уволен в отставку с должности начальника школы военной разведки.

## Награды
- Немецкий крест в золоте (4 сентября 1942 года).